# Ficus crocata
Ficus crocata là một loài thực vật có hoa trong họ Moraceae. Loài này được (Miq.) Mart. ex Miq. mô tả khoa học đầu tiên năm 1867.